# Reptile Boy
Reptil Boy (El demonio serpiente en España y El reptil en Latinoamérica) es el quinto episodio de la segunda temporada de la serie de televisión estadounidense Buffy, la cazavampiros.. El episodio fue escrito y dirigido por David Grenwalt. La narración sigue a Buffy Summers, la Cazadora, que está cansada de sus responsabilidades y va a una fiesta de fraternidad donde es casi devorada por una serpiente gigante llamada Machida, a quien adora la fraternidad.

## Argumento
Buffy y su banda están descansando de sus actividades, felices por la reciente inactividad en la boca del infierno. Giles lo arruina todo diciéndole que durante este tiempo no debería descuidar su entrenamiento, pero Buffy no está dispuesta a renunciar a su tiempo libre. Mientras, Cordelia está saliendo con un chico de la fraternidad, Richard, muy rico y con relaciones sociales. Tom, su hermano de fraternidad, va a buscar a Cordelia, y se queda prendado de Buffy, pero ésta no quiere ir a su fiesta.
Buffy está en uno de los cementerios cuando Ángel aparece y ella aprovecha la oportunidad para invitarlo a tomar un café. Pero él le habla de la diferencia de edad y el hecho de que su lado demoníaco trate de salir cuando se apasione. Ángel le dice que no pueden tener una relación y, desanimada, Buffy decide ir con Cordelia a la fiesta de la fraternidad. Buffy y Cordelia son drogadas en la fiesta y llevadas a un sótano junto con una chica que fue secuestrada en el cementerio por unos hombres con hábitos de monje.
De regreso a la escuela, el brazalete roto que Buffy encontró en el cementerio es examinado por Willow y Giles. Descubren que es de una joven desaparecida y Willow averigua que el año anterior por las mismas fechas tres mujeres desaparecieron y nunca fueron halladas. Willow y Giles van a la fiesta de la fraternidad con Ángel y Xander, justo cuando las tres jóvenes van a ser sacrificadas a Machida, una serpiente que es un demonio que llega cada año y protege a la fraternidad. Buffy arranca las cadenas de la pared y Tom, que resulta ser el sacerdote, está a punto de herirla, pero ella le quita la espada y mata a la serpiente. 
Giles comprende que Buffy necesita descanso y la perdona. Ángel aparece en el Bronze e invita a Buffy a tomar un café. 

## Reparto

### Personajes principales
- Sarah Michelle Gellar como Buffy Summers.
- Nicholas Brendon como Xander Harris.
- Alyson Hannigan como Willow Rosenberg.
- Charisma Carpenter como Cordelia Chase.
- David Boreanaz como Angel.
- Anthony Stewart Head como Rupert Giles.

### Apariciones especiales
- Greg Vaughan como Richard Anderson (aparece en los créditos como Greg Vaughn).
- Todd Babcock como Tom Warner.
- Jordana Spiro como Callie Anderson.

### Personajes secundarios
- Robin Atkin Downes como Machida.
- Danny Strong como Jonathan Levinson.
- Christopher Dahlberg como Tackle.
- Jason Posey como Linebacker.
- Coby Bell como Young Man.

## Producción

### Música
- Act of Faith - «Bring me on»
- Clement & Murray - «Devil's Lair»
- Clement & Murray - «Graffiti Sound»
- Clement & Murray - «If I Can't Have You»
- Clement & Murray - «Secrets»
- Clement & Murray - «Wolves»
- Louie Says - «She»